# Berlín Blues
Pour plus de détails, voir Fiche technique et Distribution.
Berlín Blues est un film espagnol réalisé par Ricardo Franco, sorti en 1988.

## Fiche technique
- Titre : Berlín Blues
- Réalisation : Ricardo Franco
- Scénario : Ricardo Franco
- Musique : Lalo Schifrin
- Photographie : Teo Escamilla
- Montage : Teresa Font
- Production : Emiliano Piedra
- Société de production : Emiliano Piedra Producciones et Televisión Española
- Pays :  Espagne
- Genre : Drame et film musical
- Durée : 104 minutes
- Dates de sortie : 
  -  Espagne : 25 août 1988
  -  France : 8 mars 1989

## Distribution
- Julia Migenes : Lola
- Keith Baxter : le professeur Huessler
- José Coronado : David
- Javier Gurruchaga : Micky
- Gerardo Vera : Bauer
- Mireia Ros : Linda
- Will More : Camarero

## Distinctions
Le film a été nommé pour huit prix Goya et a remporté celui du meilleur son.